# Qendër Tepelenë
Qendër Tepelenë is een plaats en voormalige gemeente in de stad (bashkia) Tepelenë in de prefectuur Gjirokastër in Albanië. Sinds de gemeentelijke herindeling van 2015 doet Qendër Tepelenë dienst als deelgemeente en is het een bestuurseenheid zonder verdere bestuurlijke bevoegdheden. De plaats telde bij de census van 2011 3.179 inwoners.

## Bevolking
In de volkstelling van 2011 telde de (voormalige) gemeente Qendër Tepelenë 3.179 inwoners, een daling vergeleken met 4.290 inwoners op 1 april 2001. De bevolking bestond voor het merendeel uit etnische Albanezen (2.206 personen; 69,39%), gevolgd door een kleine groep etnische Grieken (10 personen; 0,31%).
Van de 3.179 inwoners in 2011 waren er 616 tussen de 0 en 14 jaar oud (19,4%), 2.086 inwoners waren tussen de 15 en 64 jaar oud (65,6%) en 477 inwoners waren 65 jaar of ouder (15%).

### Religie
De meerderheid (57,57%) van de bevolking van Qendër Tepelenë behoorde niet tot een van de vier traditionele religies van Albanië. De grootste religie in Qendër Tepelenë was de islam (36,21%); de overige drie religies hadden 198 aanhangers, oftewel 6,22% van de bevolking.
| Plaats          | Bevolking (2011) | Islam (%)      | Katholiek (%) | Orthodox (%) | Bektashisme (%) |
| --------------- | ---------------- | -------------- | ------------- | ------------ | --------------- |
| Qendër Tepelenë | 3.179            | 1.151 (36,21%) | 18 (0,57%)    | 99 (3,11%)   | 81 (2,55%)      |

## Nederzettingen
De plaats omvat de volgende dorpen: Dukaj, Salari, Turan, Mamaj, Veliqot, Bënçë, Dragot, Beçisht, Mezhgoran, Peshtan, Hormovë, Lekël, Kodër en Luzat.